# Усадьба Юнусовых
Усадьба Юнусовых — комплекс исторических зданий в Казани, в Старо-Татарской слободе, на углу улиц Габдуллы Тукая и Сафьян, дом 81/9. Построен в середине XIX века. Выявленный объект культурного наследия.

## История
В середине XIX века участок выкупил у купцов Аитовых купец первой гильдии И. Г. Юнусов, построивший угловой дом по красным линиям Екатерининской (Тукая) и Третьей Поперечной (Сафьян) улиц. К 1851 году существовавшее здание служб было надстроено и соединено с основным домом. В 1930 году оба здания были надстроены до пяти этажей по проекту архитектора А. Э. Спориуса, образовав одно из двух зданий жилого комплекса «Дома меховщиков» в стиле конструктивизма. К 2012 года оба дома были расселены и пребывали в аварийном состоянии. При реставрации в 2012 году надстроенная часть была разобрана (хотя в 1995 году пятиэтажный дом был признан объектом культурного наследия местного значения), выявленные в составе старые здания усадьбы Юнусовых были восстановлены по проектным чертежам и фрагментам кладки. Реставрация проведена группой ASG по проекту Ф. М. Забировой.

## Архитектура
Угловой (главный) дом построен в стиле раннего классицизма. Окна нижнего этажа прямоугольные, в нишах. Окна верхнего этажа вместе с треугольными сандриками вписаны в ниши полуциркульной формы. На главном фасаде новая часть, бывшее здание служб, хорошо выделяется по другой высоте и ритму окон, хотя связана с ним общими фризом и карнизом. При реставрации окна антресольного этажа новой части выведены на улицу.